# 小行星6429
小行星6429（6429 Brancusi）是一颗绕太阳运转的小行星，为主小行星带小行星。该小行星于1971年3月26日发现。

## 轨道参数
小行星6429的轨道半长轴为2.1539523 UA，离心率为0.193。